# Phyllosticta melanoplaca
Phyllosticta melanoplaca är en svampart som beskrevs av Thüm. 1880. Phyllosticta melanoplaca ingår i släktet Phyllosticta och familjen Botryosphaeriaceae.   Inga underarter finns listade i Catalogue of Life.